# 新加坡鋁企業
新加坡鋁企業有限公司，簡稱新加坡鋁企業（英語：AEI Corporation Limited，SGX：A18），在1983年由多名臺灣商人創立，名為「新加坡壓鋁工業有限公司」。
主要業務在新加坡等全球經營生产精密铝压制品。主要總部位於12 Penjuru Lane Singapore 609192。主席為David Yeung，總裁為Tan Chu En Ian。
招股價為0.28新加坡元，發行股份為56,000,000股，集資額為15,680,000新加坡元，而股份在2004年2月11日於新加坡交易所主板上市。

## 連結
- AEI.com.sg （页面存档备份，存于）